# Gmina Abja
Gmina Abja (est. Abja vald) – gmina wiejska w Estonii, w prowincji Viljandi.
W wyniku reformy z 2017 roku weszła w skład nowo utworzonej gminy Mulgi.
.
W skład gminy wchodzi:
- miasto: Abja-Paluoja.
- 15 wsi: Abja-Vanamõisa, Abjaku, Atika, Kamara, Laatre, Lasari, Penuja, Põlde, Raamatu, Räägu, Saate, Sarja, Umbsoo, Veelikse i Veskimäe.